# Sydlige Guvernement
Det Sydlige Guvernement er et guvernement i Bahrain.
Guvernementet ligger på den sydlige del af øen Bajrain. Det har 298.244 (2020) indbyggere og et areal på 438 km2
.